# Sud America (piroscafo)
Il Sud America era un piroscafo italiano attivo lungo la rotta transoceanica tra Genova ed il Sud America. Affondò nel porto di Las Palmas de Gran Canaria il 13 settembre 1888.

## Storia
La nave fu costruita nei cantieri navali Wigham Richardson a Newcastle upon Tyne, nel Regno Unito, insieme alle sue due navi gemelle Nord America ed Europa. Varata nel giugno 1873, la Sud America fu ultimata nell'ottobre successivo. Poteva ospitare 75 passeggeri in prima classe, 52 in seconda classe e 750 in coperta. Fu acquistato dalla G. B. Lavarello e C., una compagnia italiana pioniera della navigazione verso l'America meridionale. Nel 1884, essendo stata posta in liquidazione la G. B. Lavarello e C., il piroscafo venne acquistato dalla neo-costituita La Veloce Navigazione Italiana a vapore, ribattezzato Sud America e posto sulla rotta tra Genova e Montevideo.
Alle prime ore del mattino del 13 settembre 1888 il Sud America, salpato il 26 agosto da Montevideo e carico di circa 300 passeggeri, entrò nel porto di Las Palmas, nell'arcipelago spagnolo delle Canarie, per effettuare le operazioni di sbarco e rifornimento carbone. Alle 6 del mattino, mentre ancora era alla fonda, venne speronato dal piroscafo francese La France, diretto verso l'America meridionale. A causa delle dimensioni maggiori della nave transalpina, la cui stazza era di 4.575 tonnellate, il vascello italiano venne letteralmente investito. L'urto provocato dalla prua del La France aprì una falla sulla fiancata del Sud America che in mezzora affondò a 15 metri di profondità. Pur trovandosi a soli 600 metri dalla riva, 81 passeggeri, in maggioranza emigrati italiani di ritorno dall'Uruguay e dal Brasile, e 6 membri dell'equipaggio morirono nella sciagura. Molti di quanti perirono erano lavoratori che rientravano in Italia dopo lunghi periodi trascorsi nell'America meridionale. Per prevenire i furti e rapine durante il viaggio gli emigrati erano soliti nascondere il denaro guadagnato nel corso degli anni dentro la cinta o il panciotto. Questa precauzione si rivelò in questo caso fatale; molte delle vittime finirono con l'essere trascinate a fondo proprio dal peso delle monete. Dodici tra le vittime poi, per un triste scherzo del destino, erano scampate pochi giorni prima dal naufragio del veliero Minerva, affondato al largo delle coste del Brasile, ed erano state salvate proprio dal Sud America. Nonostante la drammaticità del momento il capitano Carlo Bertora riuscì a dirigere fino all'ultimo istante l'evacuazione, mentre dalla riva la popolazione di Las Palmas si prodigava nei soccorsi. Alle operazioni di salvataggio parteciparono anche gli equipaggi dei piroscafi Habana e Cordelia, ormeggiati nei paraggi, mentre dal La France venne calata una sola scialuppa.
Il La France proseguì indisturbato il suo viaggio mentre il suo capitano Raymond Verd, settimane dopo, pubblicò una lettera sulla Shipping Gazette di Liverpool dove addossava ogni colpa al suo collega italiano Bertora. Nonostante le accuse un'inchiesta spagnola appurò le responsabilità dell'ufficiale. Il caso tuttavia non venne portato in tribunale poiché la corte locale si dichiarò incompetente sulla materia. La Veloce venne risarcita dall'assicurazione per la perdita del Sud America.
I superstiti vennero imbarcati sul Nord America e poterono fare così ritorno in Italia. I corpi delle vittime vennero inumati nel cimitero di Las Palmas dove successivamente venne eretto un monumento in loro ricordo.